# Overijse
Overijse (fr. Au-delà de l'IJse) – miejscowość i gmina (gemeente) w Belgii, w Regionie Flamandzkim, w prowincji Brabancja Flamandzka, w okręgu Halle-Vilvoorde. 1 stycznia 2024 roku liczyła 25 970 mieszkańców.

## Podział administracyjny
W skład gminy nie wchodzi żadna dzielnica (deelgemeente).

## Współpraca
Miejscowości partnerskie:
- Bacharach, Niemcy
- Bruttig-Fankel, Niemcy
- Lecco, Włochy
- Mâcon, Francja
- Modra, Słowacja